# Gare de Saint-Hilaire - Saint-Nazaire
Gare de Saint-Hilaire - Saint-Nazaire vasútállomás Franciaországban, Saint-Hilaire-du-Rosier településen.

## Vasútvonalak
Az állomást az alábbi vasútvonalak érintik:
- Valence–Moirans-vasútvonal

## Kapcsolódó állomások
A vasútállomáshoz az alábbi állomások vannak a legközelebb:
- Gare de Romans - Bourg-de-Péage
- Gare de Saint-Marcellin